# Marco Plaza
Marco Antonio Plaza Berríos (* 24. Februar 1982 in Casablanca) ist ein ehemaliger chilenischer Fußballspieler, der auf der Position eines Mittelfeldspielers eingesetzt wurde.

## Karriere
Marco Plaza begann seine Karriere 2000 bei Everton und spielte hauptsächlich für Vereine in der Primera B. Seine Karriere beendete er 2016 bei Malleco Unido. Nach seiner Karriere agiert er als Berater seiner beiden deutlich jüngeren Brüder Matías und Diego Plaza mit dem Ziel, dass diese sich im Profifußball durchsetzen.

## Erfolge
Iberia
- Meister der Segunda División: 2012